# 대전전파관리소
대전전파관리소(大田電波管理所)는 대전광역시, 세종특별자치시, 충청남도의 무선국의 감시 및 혼신조사 등에 관한 사무를 분장하는 중앙전파관리소의 소속기관이다. 1992년 11월 23일 발족하였으며, 대전광역시 서구 신갈마로86번길 64에 위치하고 있다. 소장은 서기관 또는 기술서기관으로 보한다.

## 연혁
- 1983년 12월 30일: 중앙전파감시소 소속으로 당진분소 설치.[2]
- 1987년 12월 15일: 중앙전파관리소 소속으로 변경.[3]
- 1992년 11월 23일: 중앙전파관리소 소속으로 대전분소 설치.[4]
- 1993년 12월 18일: 현 청사로 신축 이전.
- 2006년 12월 29일: 대전분소와 당진분소를 각각 대전전파관리소와 당진전파관리소로 개편.[5]
- 2011년 8월 19일: 당진전파관리소를 대전전파관리소 소속 당진사무소로 개편.[6]

## 조직

### 소장
- 운영지원과[7]
- 방송통신서비스과[7]
- 전파이용안전과[7]
- 무선국업무과[7]
- 이용자보호과[7]

### 소속기관
- 당진사무소[8]